# Colette (film 2018)
Colette è un film del 2018 diretto da Wash Westmoreland.
È un film biografico basato sulla vita della scrittrice francese Colette, interpretata da Keira Knightley. Dominic West interpreta suo marito Henry Gauthier-Villars, soprannominato Willy.
Gabrielle Colette è considerata una delle maggiori figure della prima metà del XX secolo. La scrittrice è infatti diventata un mito nazionale in Francia e nel 1948 è stata candidata al Premio Nobel per la letteratura.

## Trama
Sidonie-Gabrielle Colette è una giovane donna proveniente dal villaggio rurale di Saint-Sauveur-en-Puisaye. Alla fine del XIX secolo inizia una relazione con Willy, un famoso e famigerato imprenditore letterario. Willy porta Colette a Parigi come sua sposa. Arrivata a Parigi Colette viene immediatamente trascinata nella società libertina della Belle Époque, che la ispira per una serie di racconti autobiografici intitolata Claudine.
Willy si considera come un "imprenditore letterario", con un numero di ghostwriter. Tuttavia la sua produzione limitata non genera entrate sufficienti per coprire le sue spese, a causa del suo stile di vita, e incarica un ghostwriter di lavorare a un romanzo mentre Colette scrive le sue lettere. Un giorno Colette scopre Willy con una prostituta. L'episodio li porta ad una separazione ma in seguito Willy la convince a tornare, promettendole onestà. Colette inizia a raccontargli dei suoi giorni da studentessa.
Vedendo aumentare le sue spese e sempre più incapace di pagare i suoi scrittori, Willy chiede a Colette di scrivere un romanzo basato sulle sue storie scolastiche; Colette completa una bozza di Claudine à l'école, che Willy rifiuta per mancanza di trama. Anni dopo una scrivania di Willy viene pignorata e lui ritrova casualmente la bozza. Una volta revisionato il romanzo viene pubblicato a nome di Willy. Claudine à l'école diventa un bestseller, attirando in particolare le lettrici. Di fronte al suo primo vero successo, Willy assicura il suo editore che sta arrivando un sequel, quindi acquista una casa di campagna e chiude Colette in una stanza per costringerla a scrivere. Pur protestando inizialmente, Colette scrive Claudine à Paris, che diventa un altro bestseller.
Mentre Colette e Willy diventano una coppia sempre più affermata, Georgie Raoul-Duval, una ricca signora della Louisiana, attira l'attenzione di Colette. Georgie e Colette iniziano una relazione. Geloso, Willy inizia anche lui una relazione con Georgie. Colette lo scopre e basa il suo prossimo libro, Claudine en ménage, sull'episodio. Temendo lo scandalo, il marito di Georgie acquista e brucia tutte le copie del libro prima della vendita, ma non ne acquista il copyright, permettendo a Willy di ristampare e vendere il libro.
I libri di Claudine godono di un successo continuo, incluso un adattamento teatrale interpretato da Polaire. Colette inizia una relazione con Missy, una donna lesbica che ama vestire da uomo per allinearsi al proprio genere; Missy influenzerà anche il modo di vestire di Colette. Quest'ultima tiene con Missy uno spettacolo al Moulin Rouge che genera uno scandalo quando si baciano sul palco. Colette decide di continuare con gli spettacoli mentre Willy prova  a continuare il ciclo di Claudine, ma senza ispirazione riesce a fare poco. Willy, allora, cita Colette per disastro finanziario e vende tutti i diritti sui libri di Claudine per 5.000 franchi all'insaputa di lei. Arrabbiata e sentendosi tradita, Colette lascia Willy il quale chiede al suo dipendente Paul di incenerire i manoscritti di Claudine ma Paul li restituisce invece a Colette. Colette viene quindi riconosciuta come autrice a pieno titolo.

## Distribuzione
Il film è stato presentato in anteprima al Sundance Film Festival 2018 il 20 gennaio.
Colette è stato distribuito in Italia dal 6 dicembre 2018.

## Riconoscimenti
- 2019 - Satellite Award
  - Candidatura per la miglior colonna sonora originale a Thomas Adès
  - Candidatura per i migliori costumi a Andrea Flesch
- 2018 - British Independent Film Awards[3]
  - Candidatura per il miglior attore non protagonista a Dominic West
  - Candidatura per i migliori costumi a Andrea Flesch
  - Candidatura per il miglior trucco e acconciature a Ivana Primorac
  - Candidatura per la miglior scenografia a Michael Carlin